# لويس نيتو
لويس كارلوس نوفو نيتو (بالبرتغالية: Luís Carlos Novo Neto‏) هو لاعب كرة قدم برتغالي في مركز قلب الدفاع ولد في يوم 26 مايو 1988 في مدينة بوفوا دي فارزيم في البرتغال، يلعب حالياً مع نادي زينيت سانت بطرسبرغ في روسيا وسبق له اللعب مع ناديي فارزيم وناسيونال ماديرا في البرتغال ونادي سيينا في إيطاليا، بدأ باللعب مع منتخب البرتغال لكرة القدم في سنة 2013 وقد لعب مع المنتخب في نهائيات كأس العالم لكرة القدم 2014 ويبلغ طوله 187 سم.

## وصلات خارجية
- لويس نيتو على موقع الاتحاد الدولي (مؤرشف)  (الإنجليزية)
- لويس نيتو على موقع الاتحاد الأوربي (الإنجليزية)
- لويس نيتو على موقع قاعدة بيانات كرة القدم.إي يو (الإنجليزية)
- لويس نيتو على موقع ناشيونال فوتبول تيمز (الإنجليزية)
- لويس نيتو على موقع Soccerbase.com (لاعب) (الإنجليزية)
- لويس نيتو على موقع Soccerway.com (الإنجليزية)
- لويس نيتو على موقع عالم كرة القدم.نت (الإنجليزية)
- لويس نيتو على موقع كووورة
- لويس نيتو على موقع AS.com (الإسبانية)

- بيانات اللاعب على موقع فوتبول زيت زيت
- لويس نيتو على موقع سوكرواي